# Flygekorrar
Flygekorrar (Pteromyini) hör till ekorrfamiljen (Sciuridae). Mellan djurens fram- och bakben finns en hudflik som utspänd hjälper djuret att glidflyga från gren till gren.

## Utseende
Hudfliken sitter fast vid djurets handled. Den långa, breda och yviga svansen används som roder. På så sätt glidflyger flygekorrar upp till 50 meter långa sträckor. Under särskilt goda förhållanden kan individer i släktet jätteflygekorrar glidflyga nästan 450 meter. Före landningen vrider flygekorrar sin kroppsaxel så att de står lodrätt mot marken och bromsar med hudflikarna. Med böjd kropp och utsträckt svans landar de på målet. Svansen möjliggör till och med att flygekorrar kan ändra riktning under hoppet.
Förmågan att glida långa distanser finns hos flera olika grupper i klassen däggdjur. Dessa djur, som inte är närmare släkt med flygekorrar, fick genom konvergent evolution en liknande kroppsbyggnad. Några av dessa djurgrupper är flygpungekorrar, dvärgflygfalanger, jätteflygfalanger, pälsfladdrare och taggsvansekorrar (Anomaluridae).
Alla flygekorrar har kraftiga klor som möjliggör säker klättring. De har på framfötterna fyra och på bakfötterna fem tår. Huvudet är runt och de stora ögonen visar på ett nattaktivt levnadssätt.

## Levnadssätt
Flygekorrar förekommer i skogen. Oftast är de aktiva under gryningen eller natten. De klättrar snabbt i träden men på marken hindrar hudflikarna djuret från snabba rörelser. Födan består som hos andra djur i ekorrfamiljen av nötter och frukt men de äter även insekter.
Oftast byggs ett bo i en hålighet i träden eller bland grenarna. Flygekorrar sover i bon och uppfostrar sina ungar där. Livslängden uppgår hos några arter till 13 år men är vanligen kortare. Genom sin förmåga att glida undviker de ofta överfall av trädlevande rovdjur som mårdar, men flygekorrar blir ibland offer för rovfåglar och ugglor. Arterna i den sydostasiatiska underfamiljen maskugglor (Phodilinae) är till och med specialiserade på jakt på flygekorrar.

## Utbredning
Trots att det finns flygekorrar i Nordamerika, Europa och norra Asien ligger djurgruppens huvudsakliga utbredningsområde i östra och sydöstra Asien. Särskilt i den indonesiska övärlden finns många arter. För flera av dessa saknas forskningsdata. Enda arten i Europa är flygekorre.

## Systematik och evolution

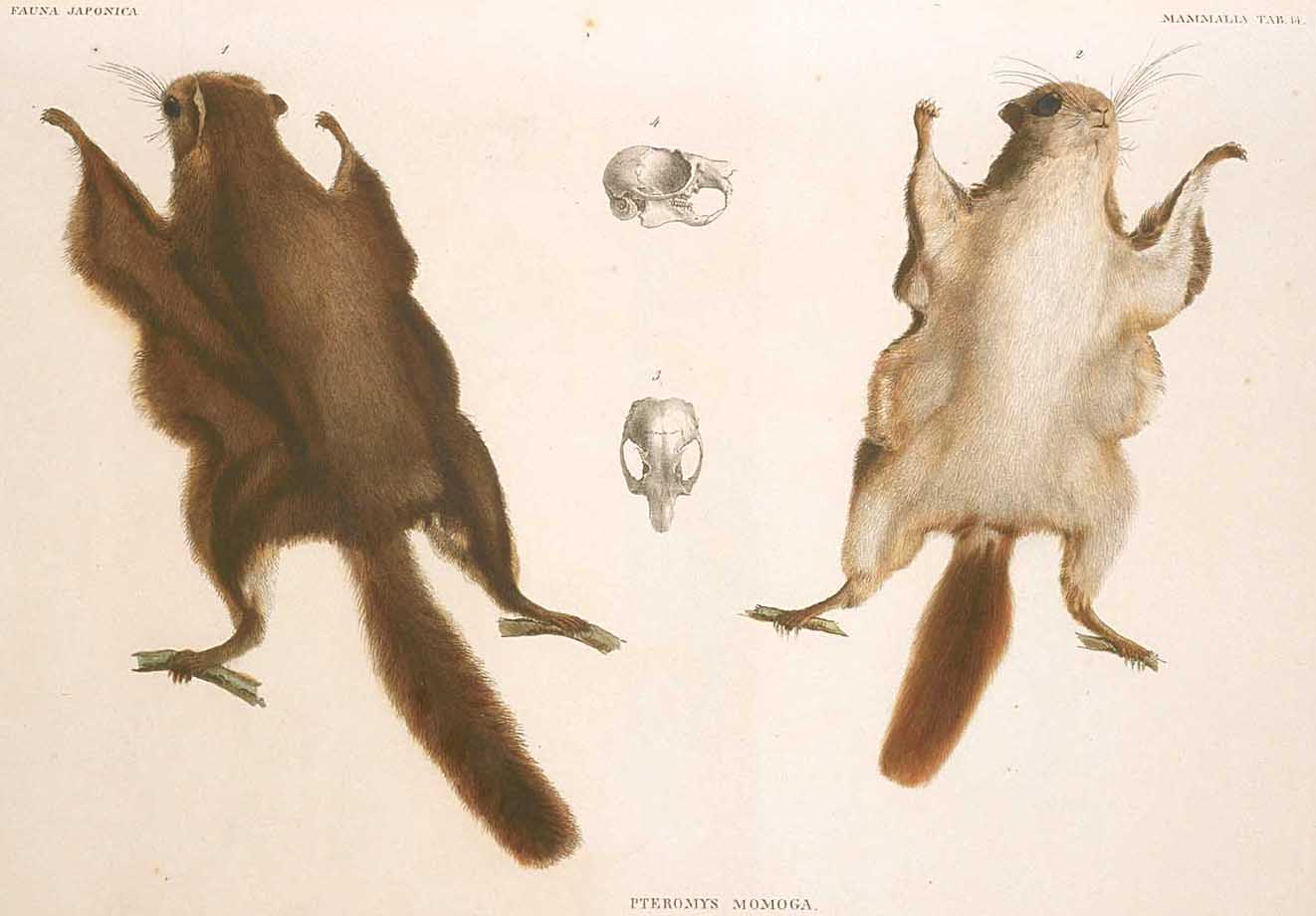
En art (Pteromys momonga) i släktet eurasiska flygekorrar.

Djurgruppen flygekorrar delas in i 15 släkten.
- Aeretes
- Aeromys
- Belomys
- Biswamoyopterus
- Eoglaucomys
- Eupetaurus
- Amerikanska flygekorrar (Glaucomys)
- Hylopetes
- Iomys
- Petaurillus
- Petaurista
- Petinomys
- Eurasiska flygekorrar (Pteromys)
- Pteromyscus
- Trogopterus

Det äldsta fyndet av fossila flygekorrar finns i Europa från oligocen, men fyndet hänfördes till släktgruppen bara på grund av likheter i tändernas uppbyggnad. Många paleontologer betvivlar att djuret var en flygekorre.
Fynd som utan tvekan tillhör flygekorrar härstammar från miocen och hittades i Eurasien och Nordamerika. Det fanns även flera släkten som numera är utdöda.
- Petauristodon, miocen, Nordamerika
- Miopetaurista, miocen till pliocen, Nordamerika och Eurasien
- Aliveria, miocen, Europa
- Shuanggouia, miocen, Asien
- Blackia, miocen till pliocen, Europa och Nordamerika
- Forsythia, miocen, Europa
- Albanensis, miocen, Eurasien
- Meinia, miocen, Asien
- Pliopetaurista, miocen till pleistocen, Eurasien
- Pliosciuropterus, miocen till pleistocen, Europa
- Parapetaurista, miocen, Asien
- Petauria, pleistocen, Europa

Från det enda idag i Europa förekommande släktet, eurasiska flygekorrar, härstammar de äldsta fynden från pliocen.